# Sebastià Perelló Arrom
Sebastià Perelló Arrom (Costitx, Mallorca, 1963) és un professor, escriptor i poeta mallorquí.

## Biografia
Exprofessor de llengua catalana i literatura. L'any 1987 es llicencia en Filologia Catalana a la Universitat de les Illes Balears i des d'aleshores combinava la seva feina de professor a l'IES Ramon Llull amb l'escriptura.
Els interessos de l'autor —centrats en gran part en la literatura de viatges— queden ben reflectits en els nombrosos cursos i articles que ha realitzat sobre narrativa, literatura i viatges, sobre insularitat, sobra paisatge en el món literari, el vi i la literatura o sobre el mite de l'Europa literària. Del seu interès pels viatgers que han visitat i visiten les Illes Balears i la literatura que han generat, n'han sorgit textos esparsos i el llibre Els darreres de l'illa. Literatura de viatges i les Illes Balears" (2014).
Com a escriptor de creació, Sebastià Perelló ha publicat els reculls de contes Exercicis de desaparició (Premi Bearn de l'any 1999) i Mans plegades, publicat a l'Editorial Empúries el 2004. L'any 2008 publicà la novel·la Pèls i senyals i el 2016 publicà la novel·la Veus al ras, premi de la Crítica 2017. L'any 2007 apareix el seu primer llibre de poesia, La set. E l 2010 apareix Percaceries, el seu segon volum de poesia. El 2012 publicà el poemari Talls d'ombra i el 2017 Amb la maror.
Formà part de la junta del Centre Català del PEN entre els anys 2005 i 2010, i de la redacció 2009-2010 de la revista Visat d'aquesta mateixa entitat.
El 2020 va quedar finalista al Premi Òmnium a la millor novel·la de l'any amb La mar rodona.

## Obra

### Poesia
- La set. Pollença: El Gall, 2007.
- Percaceries. Palma: Lleonard Muntaner, 2010.
- Talls d'ombra. Palma: Lleonard Muntaner, 2012.
- Amb la maror. Palma: Lleonard Muntaner editor, 2017.
- Tendal. Palma: Lleonard Muntaner editor, 2021.

### Novel·la
- Pèls i senyals. Barcelona: Empúries, 2008.
- Veus al ras. Barcelona: Club Editor, 2016.
- La mar rodona (Club Editor, 2020)[4]

### Narrativa
- Exercicis de desaparició. Binissalem: Di7, 2000. Reedició Club Editor 2023.
- Mans plegades. Barcelona: Empúries, 2004.

### Crítica literària o assaig
- En mi no hi ha res. Barcelona: Núvol, 2014. [Llibre electrònic]
- Els darreres de l'illa: Literatura de viatges i les Illes Balears. Palma: Lleonard Muntaner, 2014.
- Segons l’estació. George Sand i Llorenç Villalonga. Palma: Lleonard Muntaner, 2018.
- Alenar dins el fang. El retaule de Miquel Barceló. Muro, Ensiola Editorial, 2023.